# 7,5-cm-Feldkanone 18
Die 7,5-cm-leichte Feldkanone 18 wurde mit geringer Stückzahl als bespanntes Geschütz bei der Wehrmacht eingeführt und im Zweiten Weltkrieg verwendet.

## Geschichte
Während der 1930er Jahre entstand bei der Reichswehr der Wunsch, die 7,7-cm-Feldkanone 16 durch einen moderneren, insbesondere leichteren Entwurf, zu ersetzen. Etwa 1930 wurden die Firmen Krupp und Rheinmetall aufgefordert hierzu Entwürfe vorzulegen. Noch waren um diese Zeit große Teile der leichten Artillerie nicht motorisiert und es fehlte für eine größere Motorisierung in der Reichswehr an Mitteln, so wurde der Entwurf für ein bespanntes Geschütz umgesetzt. Erst 1939 entschied man sich für eine Konstruktion von Krupp. Bei Kriegsbeginn am 1. September 1939 meldet der „Überblick über den Rüstungsstand des Heeres“ einen Bestand von 20 Geschützen. Die Fertigung endete offiziell im Februar 1941 nach der Produktion von 124 Geschützen. Der Herstellungspreis eines Geschützes betrug 20.400 RM. Die Waffe war die Standardausrüstung des Artillerieregiments der Kavallerie-Division.
Wichtig ist diese Waffe in der historischen Betrachtung, da bei ihr erstmals das für die darauffolgenden deutschen Artilleriegeschütze typische Konzept von Rücklaufbremse und Vorholersystem zu finden ist.
Aufgrund der Auslegung als bespanntes Geschütz wurde auch ein Protze für das Geschütz geschaffen, die „l.F.K. – Protze 18“. Sie bestand aus Untergestell mit den Rädern, einem Wagenkasten für Munition und Zubehör, den Beschlägen und eben dem Zubehör. Nachdem die Motorisierung der Wehrmacht in den Kriegsjahren zunahm wurde die Waffe und auch die Protze später auch in einer Ausführung für den Kraftzug gefertigt, bzw. dafür nachgerüstet.